# Horacio Zeballos
Horacio Zeballos (* 27. dubna 1985 Mar del Plata) je argentinský profesionální tenista hrající levou rukou. V roce 2024 byl světovou jedničkou ve čtyřhře, kterou se poprvé stal během května jako první argentinský muž bez rozdílu soutěže. S Granollersem vystoupali na vrchol společně jako šedesátá třetí a čtvrtá jednička od zavedení žebříčku ATP v březnu 1976. Ve dvou obdobích na čele strávili dvacet dva týdnů. Ve své dosavadní kariéře na okruhu ATP Tour vyhrál jeden singlový a dvacet pět deblových turnajů včetně devíti Mastersů. Na challengerech ATP a okruhu ITF získal šestnáct titulů ve dvouhře a třicet sedm ve čtyřhře.
Na žebříčku ATP byl ve dvouhře nejvýše klasifikován v březnu 2013 na 39. místě a ve čtyřhře pak v květnu 2024 na 1. místě. Trénuje ho Alejandro Lombardo.
Na nejvyšší grandslamové úrovni zvítězil se Španělem Marcelem Granollersem na French Open 2025. Předtím společně prohráli tři finále – na US Open 2019 podlehli Kolumbijcům Juanu Sebastiánu Cabalovi s Robertem Farahem, ve Wimbledonu 2021 Chorvatům Nikolu Mektićovu a Mate Pavićovi a ve Wimbledonu 2023 Nizozemci Wesley Koolhofovi s Britem Nealem Skupskim.
V argentinském daviscupovém týmu debutoval v roce 2010 úvodním kolem Světové skupiny proti Švédsku, v němž s Davidem Nalbandianem vyhrál čtyřhru nad párem Söderling a Lindstedt. Argentinci zvítězili 3–2 na zápasy. Do září 2025 v soutěži nastoupil k šestnácti mezistátním utkáním s bilancí 2–1 ve dvouhře a 10–6 ve čtyřhře.
Na Panamerických hrách 2007 v brazilském Rio de Janeiru vyhrál čtyřhru s krajanem Eduardem Schwankem.

## Tenisová kariéra
Na okruhu ATP Tour debutoval ve čtyřhře Chile Open 2008, turnaje hraného na antukových dvorcích areálu ve Viña del Mar. V páru s Američanem Hugem Armandem nepřešli první kolo. Do premiérového finále postoupil během listopadového St. Petersburg Open 2009 v Petrohradu, kde podlehl Ukrajinci Sergiji Stachovskému.
Debut v hlavní soutěži nejvyšší grandslamové kategorie zaznamenal v mužském deblu French Open 2009. S krajanem Lucasem Arnoldem Kerem však v úvodním kole nestačili na turnajové jedničky Daniela Nestora s Nenadem Zimonjićem. Dvouhru si poprvé zahrál během US Open 2009 po zvládnuté tříkolové kvalifikaci. V první fázi hlavní soutěže vyřadil německého kvalifikanta Michaela Berrera, ale poté jeho cestu soutěží ukončil ve čtyřech setech Tomáš Berdych.
Singlovou trofej si odvezl z chilského VTR Open 2013 po finálové výhře nad světovou pětkou Rafaelem Nadalem, která se vracela na okruh po více než půlročním výpadku pro zranění levého kolena. Poprvé v kariéře tak zdolal člena elitní světové desítky. Po Federerovi, Söderlingovi, Djokovićovi a Murraym se stal pátým tenistou, který porazil Španěla na antuce.
Do grandslamového finále se probojoval se Španělem Marcelem Granollersem v deblové soutěži US Open 2019, v němž nestačili na kolumbijské světové jedničky Juana Sebastiána Cabala s Robertem Farahem. Navázal tím na semifinálové účasti ze čtyřhry US Open 2010 a French Open 2013.

## Finále na Grand Slamu

### Mužská čtyřhra: 4 (1–3)
| Stav      | rok  | turnaj      | povrch | spoluhráč         | soupeři ve finále                 | výsledek                |
| --------- | ---- | ----------- | ------ | ----------------- | --------------------------------- | ----------------------- |
| Finalista | 2019 | US Open     | tvrdý  | Marcel Granollers | Juan Sebastián Cabal Robert Farah | 4–6, 5–7                |
| Finalista | 2021 | Wimbledon   | tráva  | Marcel Granollers | Nikola Mektić Mate Pavić          | 4–6, 6–7(5–7), 6–2, 5–7 |
| Finalista | 2023 | Wimbledon   | tráva  | Marcel Granollers | Wesley Koolhof Neal Skupski       | 4–6, 4–6                |
| Vítěz     | 2025 | French Open | antuka | Marcel Granollers | Joe Salisbury Neal Skupski        | 6–0, 6–7(5–7), 7–5      |

## Finále na Turnaji mistrů

### Mužská čtyřhra: 1 (0–1)
| Stav      | datum | turnaj        | povrch    | spoluhráč         | soupeři ve finále        | výsledek |
| --------- | ----- | ------------- | --------- | ----------------- | ------------------------ | -------- |
| Finalista | 2023  | Turín, Itálie | tvrdý (h) | Marcel Granollers | Rajeev Ram Joe Salisbury | 3–6, 4–6 |

## Finále na okruhu ATP Tour
| Legenda                       |
| ----------------------------- |
| D – dvouhra; Č – čtyřhra      |
| Grand Slam (1–3 Č)            |
| Turnaj mistrů (0–1 Č)         |
| ATP Tour Masters 1000 (9–1 Č) |
| ATP Tour 500 (3–1 Č)          |
| ATP Tour 250 (1–1 D; 12–15 Č) |

### Dvouhra: 2 (1–1)
| Stav      | č. | datum             | turnaj              | kategorie | povrch    | soupeř ve finále   | výsledek                 |
| --------- | -- | ----------------- | ------------------- | --------- | --------- | ------------------ | ------------------------ |
| Finalista | 1. | 1. listopadu 2009 | Petrohrad, Rusko    | ATP 250   | tvrdý (h) | Serhij Stachovskyj | 6–2, 6–7(8–10), 6–7(7–9) |
| Vítěz     | 1. | 10. února 2013    | Viña del Mar, Chile | ATP 250   | antuka    | Rafael Nadal       | 6–7(2–7), 7–6(8–6), 6–4  |

### Čtyřhra: 46 (22–21)
| Stav      | č.  | datum              | turnaj                                | kategorie     | povrch    | spoluhráč         | soupeři ve finále                    | výsledek                |
| --------- | --- | ------------------ | ------------------------------------- | ------------- | --------- | ----------------- | ------------------------------------ | ----------------------- |
| Vítěz     | 1.  | 21. února 2010     | Buenos Aires, Argentina               | ATP 250       | antuka    | Sebastián Prieto  | Simon Greul Peter Luczak             | 7–6(7–4), 6–3           |
| Finalista | 1.  | 7. února 2010      | Santiago, Chile                       | ATP 250       | antuka    | Potito Starace    | Łukasz Kubot Oliver Marach           | 4−6, 0−6                |
| Vítěz     | 2.  | 1. května 2011     | Mnichov, Německo                      | ATP 250       | antuka    | Simone Bolelli    | Andreas Beck Christopher Kas         | 7–6(7–3), 6–4           |
| Finalista | 2.  | 29. září 2013      | Kuala Lumpur, Malajsie                | ATP 250       | tvrdý (h) | Pablo Cuevas      | Eric Butorac Raven Klaasen           | 2–6, 4–6                |
| Finalista | 3.  | 16. února 2014     | Buenos Aires, Argentina               | ATP 250       | antuka    | Pablo Cuevas      | Marcel Granollers Marc López         | 5–7, 4–6                |
| Vítěz     | 3.  | 28. února 2016     | São Paulo, Brazílie                   | ATP 250       | antuka    | Julio Peralta     | Pablo Carreño Busta David Marrero    | 4–6, 6–1, [10–5]        |
| Vítěz     | 4.  | 24. července 2016  | Gstaad, Švýcarsko                     | ATP 250       | antuka    | Julio Peralta     | Mate Pavić Michael Venus             | 7–6(7–2), 6–2           |
| Vítěz     | 5.  | 7. srpna 2016      | Atlanta, Spojené státy                | ATP 250       | tvrdý     | Andrés Molteni    | Johan Brunström Andreas Siljeström   | 7–6(7–2), 6–4           |
| Vítěz     | 6.  | 25. září 2016      | Mety, Francie                         | ATP 250       | tvrdý (h) | Julio Peralta     | Mate Pavić Michael Venus             | 6–3, 7–6(7–4)           |
| Finalista | 4.  | 12. února 2017     | Quito, Ekvádor                        | ATP 250       | antuka    | Julio Peralta     | James Cerretani Philipp Oswald       | 3−6, 1−2skreč           |
| Vítěz     | 7.  | 16. dubna 2017     | Houston, Spojené státy                | ATP 250       | antuka    | Julio Peralta     | Dustin Brown Frances Tiafoe          | 4–6, 7–5, [10–6]        |
| Finalista | 5.  | 25. srpna 2017     | Winston-Salem, Spojené státy          | ATP 250       | tvrdý     | Julio Peralta     | Jean-Julien Rojer Horia Tecău        | 3−6, 4−6                |
| Finalista | 6.  | září 2017          | Petrohrad, Rusko                      | ATP 250       | tvrdý (h) | Julio Peralta     | Roman Jebavý Matwé Middelkoop        | 4–6, 4–6                |
| Finalista | 7.  | leden 2018         | Brisbane, Austrálie                   | ATP 250       | tvrdý     | Leonardo Mayer    | Henri Kontinen John Peers            | 6–3, 3–6, [2–10]        |
| Vítěz     | 8.  | únor 2018          | Buenos Aires, Argentina (2)           | ATP 250       | antuka    | Andrés Molteni    | Juan Sebastián Cabal Robert Farah    | 6–3, 5–7, [10–3]        |
| Vítěz     | 9.  | červenec 2018      | Båstad, Švédsko                       | ATP 250       | antuka    | Julio Peralta     | Simone Bolelli Fabio Fognini         | 6–3, 6–4                |
| Vítěz     | 10. | červenec 2018      | Hamburk, Německo                      | ATP 500       | antuka    | Julio Peralta     | Oliver Marach Mate Pavić             | 6–1, 4–6, [10–6]        |
| Finalista | 10. | únor 2019          | Córdoba, Argentina                    | ATP 250       | antuka    | Máximo González   | Roman Jebavý Andrés Molteni          | 4–6, 6–7(4–7)           |
| Vítěz     | 11. | únor 2019          | Buenos Aires, Argentina (3)           | ATP 250       | antuka    | Máximo González   | Diego Schwartzman Dominic Thiem      | 6–1, 6–1                |
| Vítěz     | 12. | březen 2019        | Indian Wells, Spojené státy           | Masters 1000  | tvrdý     | Nikola Mektić     | Łukasz Kubot Marcelo Melo            | 4–6, 6–4, [10–3]        |
| Finalista | 9.  | červen 2019        | Eastbourne, Velká Británie            | ATP 250       | tráva     | Máximo González   | Juan Sebastián Cabal Robert Farah    | 6–3, 6–7(4–7), [6–10]   |
| Finalista | 10. | červenec 2019      | Båstad, Švédsko                       | ATP 250       | antuka    | Federico Delbonis | Sander Gillé Joran Vliegen           | 7–5(7–5), 5–7, [5–10]   |
| Vítěz     | 13. | srpen 2019         | Toronto, Kanada                       | Masters 1000  | tvrdý     | Marcel Granollers | Robin Haase Wesley Koolhof           | 7–5, 7–5                |
| Finalista | 11. | září 2019          | US Open, New York, Spojené státy      | Grand Slam    | tvrdý     | Marcel Granollers | Juan Sebastián Cabal Robert Farah    | 4–6, 5–7                |
| Vítěz     | 14. | únor 2020          | Buenos Aires, Argentina (4)           | ATP 250       | antuka    | Marcel Granollers | Guillermo Durán Juan Ignacio Londero | 6–4, 5–7, [18–16]       |
| Vítěz     | 15. | únor 2020          | Rio de Janeiro, Brazílie              | ATP 500       | antuka    | Marcel Granollers | Salvatore Caruso Federico Gaio       | 6–4, 5–7, [10–7]        |
| Finalista | 12. | září 2020          | Kitzbühel, Rakousko                   | ATP 250       | antuka    | Marcel Granollers | Austin Krajicek Franko Škugor        | 6–7(5–7), 5–7           |
| Vítěz     | 16. | září 2020          | Řím, Itálie                           | Masters 1000  | antuka    | Marcel Granollers | Jérémy Chardy Fabrice Martin         | 6–4, 5–7, [10–8]        |
| Finalista | 13. | březen 2021        | Acapulco, Mexiko                      | ATP 500       | tvrdý     | Marcel Granollers | Neal Skupski Ken Skupski             | 6–7(3–7), 4–6           |
| Vítěz     | 17. | 9. května 2021     | Madrid, Španělsko                     | Masters 1000  | antuka    | Marcel Granollers | Nikola Mektić Mate Pavić             | 1–6, 6–3, [10–8]        |
| Finalista | 14. | 10. července 2021  | Wimbledon, Londýn, Spojené království | Grand Slam    | tráva     | Marcel Granollers | Nikola Mektić Mate Pavić             | 4–6, 6–7(5–7), 6–2, 5–7 |
| Vítěz     | 18. | 22. srpna 2021     | Cincinnati, Spojené státy             | Masters 1000  | tvrdý     | Marcel Granollers | Steve Johnson Austin Krajicek        | 7–6(7–5), 7–6(7–5)      |
| Finalista | 15. | 13. února 2022     | Buenos Aires, Argentina               | ATP 250       | antuka    | Fabio Fognini     | Santiago González Andrés Molteni     | 1–6, 1–6                |
| Vítěz     | 19. | 19. června 2022    | Halle, Německo                        | ATP 500       | tráva     | Marcel Granollers | Tim Pütz Michael Venus               | 6–4, 6–7(5–7), [14–12]  |
| Finalista | 16. | 27. května 2023    | Ženeva, Švýcarsko                     | ATP 250       | antuka    | Marcel Granollers | Jamie Murray Michael Venus           | 6–7(6–8), 6–7 (3–7)     |
| Finalista | 17. | 15. července 2023  | Wimbledon, Londýn, Spojené království | Grand Slam    | tráva     | Marcel Granollers | Wesley Koolhof Neal Skupski          | 4–6, 4–6                |
| Vítěz     | 20. | 15. října 2023     | Šanghaj, Čína                         | Masters 1000  | tvrdý     | Marcel Granollers | Rohan Bopanna Matthew Ebden          | 5–7, 6–2, [10–7]        |
| Finalista | 18. | 19. listopadu 2023 | Turnaj mistrů, Turín, Itálie          | Turnaj mistrů | tvrdý (h) | Marcel Granollers | Rajeev Ram Joe Salisbury             | 3–6, 4–6                |
| Finalista | 19. | leden 2024         | Auckland, Nový Zéland                 | ATP 250       | tvrdý     | Marcel Granollers | Wesley Koolhof Nikola Mektić         | 3–6, 7–6(7–5), [7–10]   |
| Finalista | 20. | únor 2024          | Buenos Aires, Argentina               | ATP 250       | antuka    | Marcel Granollers | Simone Bolelli Andrea Vavassori      | 2–6, 6–7(6–8)           |
| Finalista | 21. | březen 2024        | Indian Wells, Spojené státy           | Masters 1000  | tvrdý     | Marcel Granollers | Wesley Koolhof Nikola Mektić         | 6–7(2–7), 6–7(4–7)      |
| Vítěz     | 26. | květen 2024        | Řím, Itálie (2)                       | Masters 1000  | antuka    | Marcel Granollers | Marcelo Arévalo Mate Pavić           | 6–2, 6–2                |
| Vítěz     | 22. | srpen 2024         | Montréal, Kanada (2)                  | Masters 1000  | tvrdý     | Marcel Granollers | Rajeev Ram Joe Salisbury             | 6–2, 7–6(7–4)           |
| Vítěz     | 23. | duben 2025         | Bukurešť, Rumunsko                    | ATP 250       | antuka    | Marcel Granollers | Jakob Schnaitter Mark Wallner        | 7–6(7–3), 6–4           |
| Vítěz     | 24. | květen 2025        | Madrid, Španělsko (2)                 | Masters 1000  | antuka    | Marcel Granollers | Marcelo Arévalo Mate Pavić           | 6–4, 6–4                |
| Vítěz     | 25. | 7. června 2025     | French Open, Paříž, Francie           | Grand Slam    | antuka    | Marcel Granollers | Joe Salisbury Neal Skupski           | 6–0, 6–7(5–7), 7–5      |

## Tituly na challengerech ATP
| Legenda                  |
| ------------------------ |
| Challengery (12 D; 29 Č) |

### Dvouhra (12 titulů)
| Č.  | datum              | turnaj                     | povrch | poražený finalista      | výsledek           |
| --- | ------------------ | -------------------------- | ------ | ----------------------- | ------------------ |
| 1.  | 16. června 2008    | Recanati, Itálie           | tvrdý  | Grega Zemlja            | 6–3, 6–4           |
| 2.  | 27. ledna 2009     | Bucaramanga, Ekvádor       | antuka | Carlos Salamanca        | 7–5, 6–2           |
| 3.  | 16. března 2009    | Bogotá, Kolumbie           | antuka | Santiago González       | 7–6(7–3), 6–0      |
| 4.  | 26. července 2009  | Manta, Ekvádor             | tvrdý  | Vincent Millot          | 3–6, 7–5, 6–3      |
| 5.  | 8. srpna 2009      | Campos do Jordão, Brazílie | tvrdý  | Thiago Alves            | 6–7(4–7), 6–4, 6–3 |
| 6.  | 4. říjen 2009      | Buenos Aires, Argentina    | antuka | Gastón Gaudio           | 6–2, 3–6, 6–3      |
| 7.  | 13. května 2012    | Praha, Česko               | antuka | Martin Kližan           | 1–6, 6–4, 7–6(8–6) |
| 8.  | 4. listopadu 2012  | Montevideo, Uruguay        | antuka | Julian Reister          | 6–3, 6–2           |
| 9.  | 11. listopadu 2012 | São Leopoldo, Brazílie     | antuka | Paul Capdeville         | 3–6, 7–5, 7–6(7–2) |
| 10. | 6. ledna 2013      | São Paulo, Brazílie        | tvrdý  | Rogério Dutra da Silva  | 7–6(7–5), 6–2      |
| 11. | 19. června 2016    | Poprad, Slovensko          | antuka | Gerald Melzer           | 6–3, 6–4           |
| 12. | 9. července 2016   | Båstad, Švédsko            | antuka | Roberto Carballés Baena | 6–3, 6–4           |

## Postavení na konečném žebříčku ATP

### Dvouhra
| Rok    | 2003  | 2004   | 2005   | 2006   | 2007   | 2008   | 2009  | 2010   | 2011   | 2012  | 2013  | 2014   | 2015   | 2016  | 2017  | 2018   | 2019–2024 |
| Pořadí | 1203. | ▲ 687. | ▲ 524. | ▲ 264. | ▲ 254. | ▲ 209. | ▲ 45. | ▼ 110. | ▲ 109. | ▲ 84. | ▲ 56. | ▼ 123. | ▼ 124. | ▲ 71. | ▲ 66. | ▼ 181. | —         |

### Čtyřhra
| Rok    | 2003  | 2004   | 2005   | 2006   | 2007  | 2008   | 2009  | 2010  | 2011  | 2012  | 2013  | 2014  | 2015  | 2016  | 2017  | 2018  | 2019 | 2020 | 2021 | 2022  | 2023 | 2024 |
| Pořadí | 1376. | ▲ 778. | ▲ 364. | ▲ 228. | ▲ 82. | ▼ 152. | ▲ 79. | ▲ 33. | ▼ 88. | ▲ 63. | ▲ 40. | ▼ 79. | ▲ 72. | ▲ 45. | ▲ 38. | ▲ 29. | ▲ 4. | ▲ 3. | ▼ 6. | ▼ 14. | ▲ 5. | ▲ 4. |